# Finances With Wolves
Finances with Wolves (рус. Финансы с волками) — восемнадцатая серия первого сезона мультсериала Американский папаша. Премьера серии была 29 января 2006 года.

## Сюжет
Стэн получает премию на работе, но Фрэнсин раздражена, после того как обнаруживает, что Стэн тратит все деньги на бесполезные вещи. Фрэнсин хочет потратить $5000 из премии Стэна на ларёк с кексами, но Стэн отказывается. Фрэнсин так или иначе получила деньги, и её кексы — мгновенно покупают. Затеплённой работой Фрэнсин не может готовить Стэну, у которого теперь есть только два варианта: заказать еду, или пересадить мозг Клауса в человеческое тело. Стэн выбирает второе, и у него получается. Однако, вместо того, чтобы готовить для Стэна, Клаус пытается покорить сердце Фрэнсин. Тем временем волк которого завёл Роджер как питомца загрыз щенка и забрызгал кровью Стива, и теперь он с друзьями думает, что он — оборотень.